# 李柏翰
李柏翰（1987年10月16日—），台灣魔術師，也是精神科醫師。
台灣首位近代心靈魔術作家，也是英國國際心靈魔術協會PSYCRETS唯一的華人魔術師。榮獲台灣第一屆心靈魔術大賽冠軍，李柏翰專長心靈魔術，擅長將心理學、行為科學、神經語言學、催眠等技巧融入表演及創作中。第一本心靈魔術書籍《心理戰術》在魔術圈獲得熱烈回響，接續發表《腦力激盪》、《巴格拉斯》、《潘朵拉の禮物》及《喬克の進擊》等心靈魔術書籍，也和簡子製造合作在國際上發表作品「占心術」Colorscope 。心靈魔術不僅大獲好評，連心靈大師Banachek也御用了書中的作品。2022年在「金牌魔術腦」魔術挑戰賽中，憑藉原創的心靈魔術，獲得所有人的青睞，不只成功騙倒評審團完成挑戰，劉謙甚至在節目中表示希望購買其創作版權。
榮獲中華民國大專優秀青年，從中華民國總統馬英九接獲獎項。

## 經歷
- 2022年，「金牌魔術腦：終極挑戰」成功挑戰劉謙與評審團。[6]
- 2022年，心靈魔術研習講座「超能力 參」（The Phenomenon III）。[7]
- 2021年，第二屆台灣線上魔術大會嘉賓（OMG）。[8]
- 2021年，線上心靈魔術課程「踏入心靈的六堂課」6 Lessons To Mentalism。
- 2020年，發表橡皮筋主題撲克牌「皮筋牌」The Rubber Band Deck。
- 2020年，心靈魔術大師班「紙牌心靈」Mentalism Master Class: Card Mentalism。
- 2019年，台灣第一屆心靈魔術大賽冠軍。
- 2017年，心靈魔術研習講座「超能力 貳」（The Phenomenon II）。
- 2016年，《喬克の進擊》（Joker's Revenge）心靈魔術書籍。
- 2013年，《潘朵拉の禮物》（Pandora's Gift）心靈魔術書籍。
- 2012年，《巴格拉斯》（Berglas）心靈魔術書籍。
- 2011年，《腦力激盪》（Brain Storm）心靈魔術書籍。
- 2010年，《心理戰術》（Psychological Strategies）心靈魔術書籍。
- 2010年，中華民國大專優秀青年獎得主。
- 2009年，台灣首個心靈魔術研習講座《超能力》（The Phenomenon）。[9]

## 外部連接
- 李柏翰個人網站
- 李柏翰臉書粉專